# Hospital de Pisagua
El Hospital de Pisagua fue un establecimiento sanitario ubicado en Pisagua, Huara, Provincia del Tamarugal, Región de Tarapacá, Chile. Fue declarado Monumento Nacional de Chile, en la categoría de Monumento Histórico, mediante el Decreto Supremo n.° 780 del 3 de diciembre de 1990.

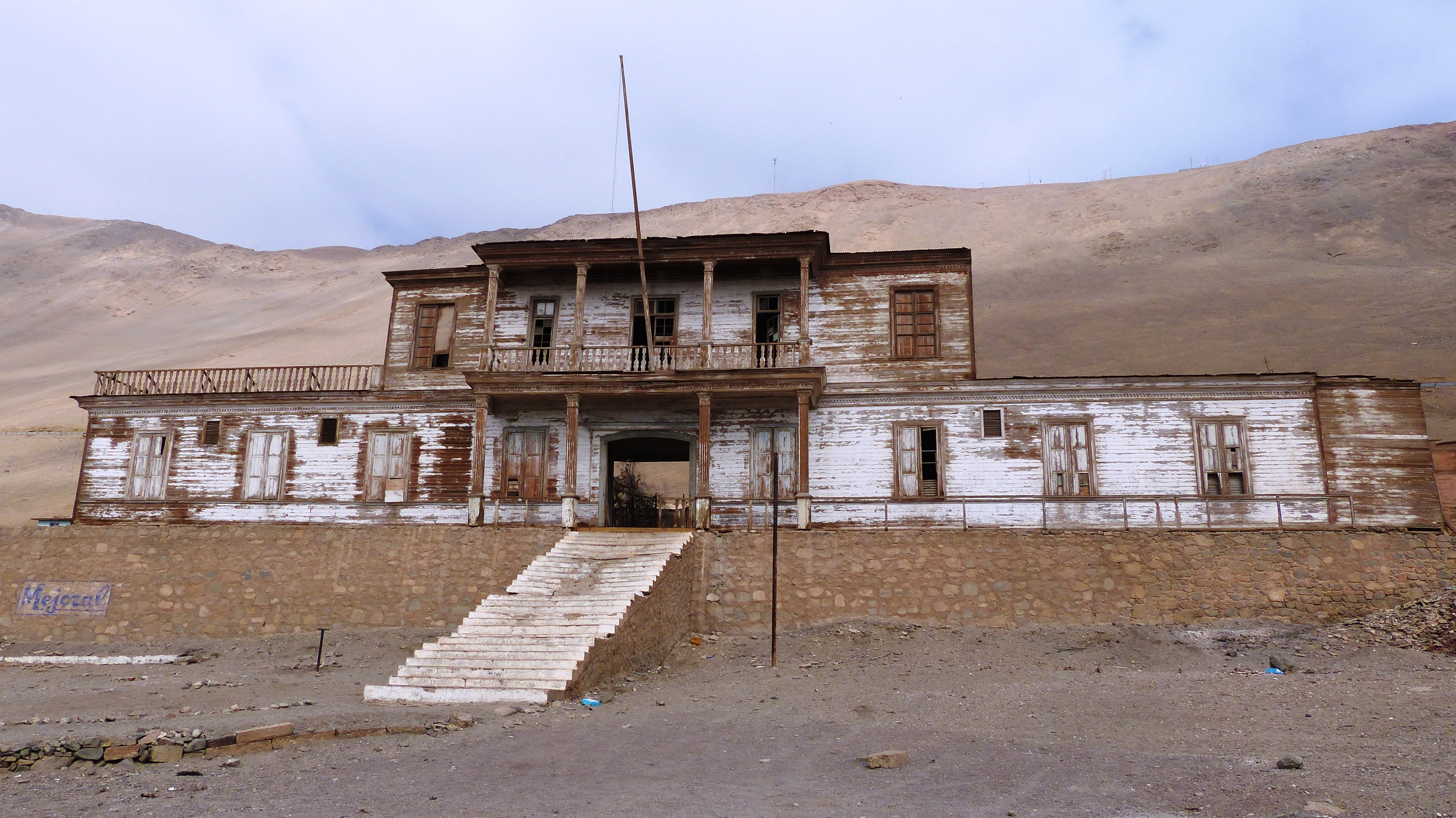
Vista completa del hospital de Pisagua.

## Historia
El hospital fue construido paralelamente con la Cárcel Pública de Pisagua y la Parroquia de San Pedro de Pisagua, como parte de una serie de obras públicas con la finalidad de mejorar la calidad de vida de la población de esta localidad, que se encontraba en ascendencia desde la última etapa del auge salitrero.

## Descripción
Este edificio está hecho básicamente de madera, que tuvo que ser traída de otras zonas debido a la carencia de la misma en el lugar. La fachada del predio, geométrica y ordenada, tiene semejanzas con otras de estilo georgiano.